# Recinto CNI Calle Miraflores 724
El Recinto CNI Calle Miraflores 724 fue un centro de detención y tortura chileno a cargo de la Dirección de Inteligencia Nacional (DINA) durante la dictadura militar del general Augusto Pinochet (1973-1990). El inmueble está ubicado en la calle calle Miraflores 724 de Temuco (frente al cerro del mismo nombre) en pleno centro de la ciudad.  Funcionó, luego, como cuartel de la Central Nacional de Informaciones (CNI), la sucesora de la DINA. Se utilizó como centro de detención y tortura de ciudadanos opositores al régimen, entre octubre de 1981 y septiembre de 1986, registrándose la mayor cantidad de detenidos durante 1986 por el Caso Campamento El Rocío de Lautaro. Este recinto de detención no fue nunca reconocido oficialmente por las autoridades, incluso muchos de los detenidos que fueron mantenidos en este lugar no pudieron durante años, determinar dónde habían sido torturados.

## Características
Se trató de un recinto secreto de interrogatorio y tortura en donde los testimonios de los detenidos manifiestan que fueron mantenidos incomunicados, en posiciones forzadas  ojos vendados, amarrados o esposados. Los interrogatorios y torturas se incrementaban durante la noche, para impedirles dormir.  Detenidos sufrieron golpes, aplicación de electricidad. Como  manipulación psicológica recibían amenazas de muerte, agredir o hacer desaparecer a algún familiar. 

## Caso del campamento de Lautaro «El Rocío»
El 12 de enero de 1986 se reunieron en el sector El Rocío de la comuna de Lautaro un grupo de jóvenes universitarios para realizar un "campamento de Verano". El día 14 fueron rodeados y detenidos veintidós jóvenes estudiantes, de entre 16 a 25 años, pertenecientes o simpatizantes de las juventudes comunistas por civiles que usaban un brazalete rojo. Luego fueron trasladados y torturados en el cuartel Miraflores 724. Dentro de los interrogadores los detenidos reconocieron a Álvaro Corbalán Castilla. 

## Sitio de Memoria
El Consejo de Monumentos Nacionales (CMN) aprobó, en su sesión plenaria del 26 de abril de 2023, la solicitud de declaratoria como Monumento Nacional, en la categoría de Monumento Histórico, del Sitio de Memoria Ex Cuartel de la Central Nacional de Informaciones (CNI) Miraflores 724. La solicitud de declaratoria había sido formulada   la Agrupación de Familiares de Detenidos Desaparecidos y Ejecutados Políticos de la Araucanía, en abril de 2019.